# Брестский чулочный комбинат
ОАО «Брестский чулочный комбинат» — одно из крупнейших предприятий лёгкой промышленности Белоруссии. Специализацией предприятия является производство чулочно-носочных изделий для всех половозрастных групп населения. Первое предприятие на территории СССР, производящее колготки.

## История
История комбината начинается в 1965 году: выходит распоряжение Совета народного хозяйства (Совнархоза) БССР от 07.01.1965 за № 11р «Об организации дирекции строящегося предприятия — чулочная фабрика с цехом эластичной пряжи в г. Бресте». Комбинат введён в строй в 1968 году с проектной мощностью 30 миллионов пар и 1200 тонн текстурированной капроновой нити (эластик). Предприятие состояло из двух производств: крутильного и вязального. В структуру фабрики входило 4 основных и 8 вспомогательных цехов, холодильная и компрессорная станции, склады и другие объекты. Суммарная площадь занимаемой комбинатом территории составила 5,8 га.
В 1969 году на основании Приказа МЛП БССР от 30.04.1969 за № 114 предприятие было переименовано в Брестский чулочный комбинат. В 1972 предприятию присвоено имя 50-летия СССР. В 1975 комбинат был награждён орденом Трудового Красного Знамени.
В 1994 году предприятие изменило свою организационно-правовую форму, став открытым акционерным обществом. При первоначальном размещении акций предприятия доля физических лиц, бывших и действующих работников, составила более 80 процентов. В 2013 году на комбинате сменился собственник. СООО «Конте Спа» увеличило свою долю в уставном фонде ОАО «Брестский чулочный комбинат» до контрольной, а спустя ещё какое-то время, в октябре 2014 года, приобрело и пакет акций, принадлежавших государству (19,39 %).

## Награды
| 2015 г.          | Диплом администрации Московского района г. Бреста за высокие показатели в развитии промышленного производства по итогам 2015 г.    |
| 2012 г., 2005 г. | Премия правительства Республики Беларусь в области качества.                                                                       |
| 2011 г., 2004 г. | Лауреат конкурса "Лучшие товары Республики Беларусь на рынке Российской Федерации"                                                 |
| 2010 г.          | Сертифицирована cистема управления охраной труда в соответствии с СТБ 18001-2009.                                                  |
| 2008 г., 2005 г. | Лауреат конкурса "Лучшие товары Республики Беларусь"                                                                               |
| 2007 г., 2004 г. | Лауреат "Премии Брестского облисполкома в области качества"                                                                        |
| 2006 г.          | Четыре Платиновых Знака качества за участие в конкурсе "Всероссийская марка (III тысячелетие). Знак качества XXI века".            |
| 2005 г.          | Сертифицирована система управления окружающей средой в соответствии с СТБ ИСО 14001-2005.                                          |
| 2005 г.          | Четыре Золотых Знака качества за участие в конкурсе "Всероссийская марка (III тысячелетие). Знак качества XXI века".               |
| 2002 г.          | Лауреат конкурса "100 лучших товаров Республики Беларусь"                                                                          |
| 2001 г.          | Cертифицирована система качества в соответствии с требованиями СТБ ИСО 9001.                                                       |
| 2000 г.          | Три Золотых и один Серебряный Знак качества за участие в конкурсе "Всероссийская марка (III тысячелетие). Знак качества XXI века". |
| 1998 г.          | "ГРАН ПРИ" и номерной сертификат Участника Программы "Партнерство ради прогресса" (Франция).                                       |
| 1995 г.          | Награда «Золотая Звезда Европейской Арки» за превосходное качество и признание репутации на международном рынке.                   |